# Guillermo Lukšić
Guillermo Antonio Lukšić Craig (Santiago, 14 de enero de 1956-ibídem, 27 de marzo de 2013) fue un empresario chileno, uno de los líderes del grupo económico forjado por su padre, Andrónico Lukšić Abaroa, durante la segunda mitad del siglo XX.
Fue presidente de Quiñenco, matriz de los negocios familiares, entre 1982 y 2013, y a partir de ella de diversas filiales del área industrial.

## Biografía
Fue el menor de los dos hijos que tuvo Andrónico Lukšić Abaroa con Ena del Carmen Craig Monett. Su madre murió durante una operación al corazón cuando tenía solamente tres años y Andrónico, su hermano mayor, cuatro. Tiempo después su padre se casaría con Iris Fontbona, unión de la cual nacerían sus otros tres hermanos, Jean-Paul, Gabriela y Paola.
Estudió en The Grange School de la capital y luego derecho en la Universidad de Chile, carrera que no terminó por seguir los pasos de su padre en las empresas de la familia.
Lukšić se casó dos veces. Primero, el 7 de octubre de 1977 con Margarita Puga Valdés, hija de Federico Enrique Puga Concha y Elisa Filomena Valdés Izquierdo, con quien tuvo dos hijos: Nicolás y Antonia. Años después conocería a Virginia Prieto Cruse (hija de Pedro Luis Rafael Prieto Braga y Margaret Cruse Tierney), con quien se casó el 21 de noviembre de 1991; ella fue madre de sus otras tres hijas: Isidora y las mellizas Mara y Elisa. La pareja se divorció el 3 de septiembre de 2012.
En una de las pocas entrevistas que dio, se reconoció «ordenado y amigo del rigor en el trabajo» y admitió una gran predilección por la zona de Ovalle, pasión por el negocio de las viñas y afición por el velerismo, el pilotaje y el polo.
En música, le gustaba la bossa nova y el reggae. Su banda chilena predilecta era Gondwana. De niño mostró talento para el canto y para pintar.
Falleció de cáncer de pulmón, a los 57 años a las 14:15 horas del 27 de marzo de 2013, en la Clínica Las Condes.

## Carrera empresarial
Ingresó al holding Quiñenco en 1975, donde posteriormente asumiría los cargos de subgerente general y gerente general. Dos años más tarde asumió como gerente general en la forestal Colcura.
En 1982 sucedió a su padre Andrónico en la presidencia de Quiñenco. Asimismo fue presidente de otras empresas del grupo Luksic como la Compañía de las Cervecerías Unidas (CCU), Telefónica del Sur, Viña San Pedro, Madeco y la Compañía Sudamericana de Vapores (CSAV).
En 2001 asumió como director del Banco de Chile, y en 2005 de la filial minera del grupo Luksic, Antofagasta plc.

## Comunicaciones
En 1996 fundó la Revista Capital, que luego vendió a Ricardo Claro.